# Yuichi Hachisuka
Yuichi Hachisuka (蜂須賀祐一 Hachisuka Yūichi?) (Tochigi, Japón; 27 de agosto de 1962) es un actor japonés, que pertenece a Japan Action Enterprise (JAE). Tiene un hermano gemelo Shoji Hachisuka, que también pertenece a JAE.
Está activo principalmente como actor de traje en las series Super Sentai, en particular es conocido como un "actor de traje de onnagata" que interpreta a una guerrera o heroína transformada, aprovechando su pequeño y muy inteligente físico. Su hermano gemelo Shoji también está como actor de traje de muchas heroínas.